# Blackwater Way

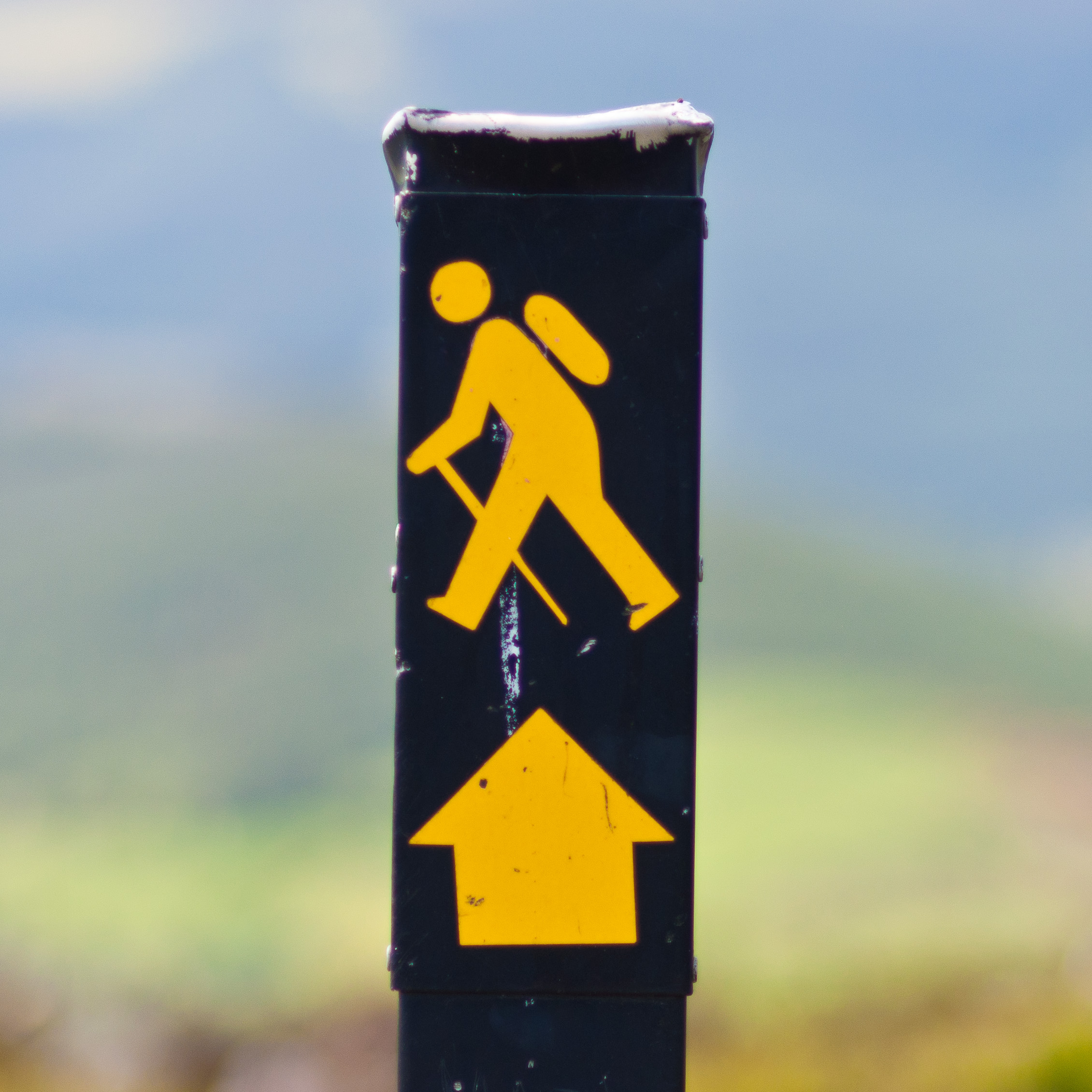
De "walking man" wegmarkering van de National Waymarked Trails in Ierland

De Blackwater Way is een langeafstandswandelpad in Ierland. Het pad werd door het National Trails Office van de Ierse sportbond erkend als National Waymarked Trail. 
Het wandelpad is een rechtlijnig pad van ongeveer 168 kilometer lang en begint in Clogheen in het graafschap Tipperary en eindigt in Shrone in het graafschap Kerry.

## Beschrijving
Het wandelpad volgt de vallei van de Kerry Blackwater-rivier en is een combinatie van twee paden, de Avondhu Way tussen Clogheen en Bweeng, graafschap Cork en de Duhallow Way tussen Bweeng en Shrone. De Avondhu Way doorkruist de Knockmealdown Mountains om de stad Fermoy te bereiken en steekt vervolgens de noordelijke flanken van de Nagles Mountains over om Bweeng te bereiken via Ballyhooly en Ballynamona. De Duhallow Way steekt de Boggeragh Mountains en de Derrynasaggart Mountains over om, via Millstreet, Shrone te bereiken.
De Blackwater Way maakt samen met de Wicklow Way, de South Leinster Way, de East Munster Way en delen van de Kerry Way en de Beara Way deel uit van de Europese Wandelroute E8. De Blackwater Way sluit aan op de East Munster Way in Clogheen. Een ongemarkeerde route verbindt het wandelpad in Shrone met het begin van de Kerry Way in Killarney.